# Violet Bent Backwards over the Grass
Violet Bent Backwards over the Grass è la prima raccolta di poesie della cantautrice statunitense Lana Del Rey. Pubblicata da Simon & Schuster il 29 settembre 2020, contiene più di 30 componimenti.
Nella sua prima settimana di disponibilità il libro ha venduto 28 661 copie negli Stati Uniti, piazzandolo al nono posto nella classifica nazionale dei bestseller.
La cantautrice ha inoltre registrato e pubblicato il 28 luglio 2020 su etichette discografiche Interscope Records e Polydor un audiolibro contenente le sue interpretazioni di quattordici dei componimenti, accompagnata dalla musica di Jack Antonoff. Anche se il disco è disponibile solo nei tre principali formati fisici, LA Who Am I to Love You è stata pubblicata come singolo promozionale sui servizi di streaming.

## Tracce
1. LA Who Am I to Love You – 5:20
2. The Land of 1,000 Fires – 4:04
3. Violets Bent Backwards over the Grass – 1:04
4. Past the Bushes Cypress Thriving – 1:54
5. Salamander – 1:54
6. Never to Heaven – 2:05
7. Sport Cruiser – 6:53
8. Tessa DiPietro – 2:00
9. Quiet Waiter - Blue Forever – 1:28
10. What Happened When I Left You? – 1:18
11. Happy – 2:22
12. My Bedroom Is a Sacred Place Now - There Are Children at the Foot of My Bed – 2:00
13. Paradise Is Very Fragile – 3:36
14. Bare Feet on Linoleum – 2:52

## Classifiche

### Best seller letterari
| Classifica (2020) | Posizione massima |
| ----------------- | ----------------- |
| Stati Uniti       | 9                 |

### Musicali
| Classifica (2020) | Posizione massima |
| ----------------- | ----------------- |
| Belgio (Fiandre)  | 89                |
| Belgio (Vallonia) | 47                |
| Croazia           | 25                |
| Francia           | 57                |
| Grecia            | 9                 |
| Irlanda           | 91                |
| Polonia           | 29                |
| Portogallo        | 7                 |
| Regno Unito       | 25                |
| Spagna            | 59                |
| Svizzera          | 82                |